# Aphrissa statira
Statira Sulphur (Aphrissa statira) là một loài bướm ngày thuộc họ Pieridae.
Sải cánh dài khoảng 2,37 inch (6,0 cm) đến 3,12 inch (7,9 cm).
Loài này phân bố từ Argentina phía bắc đến miền nam Texas và miền nam Florida, Hoa Kỳ.

## Hình ảnh

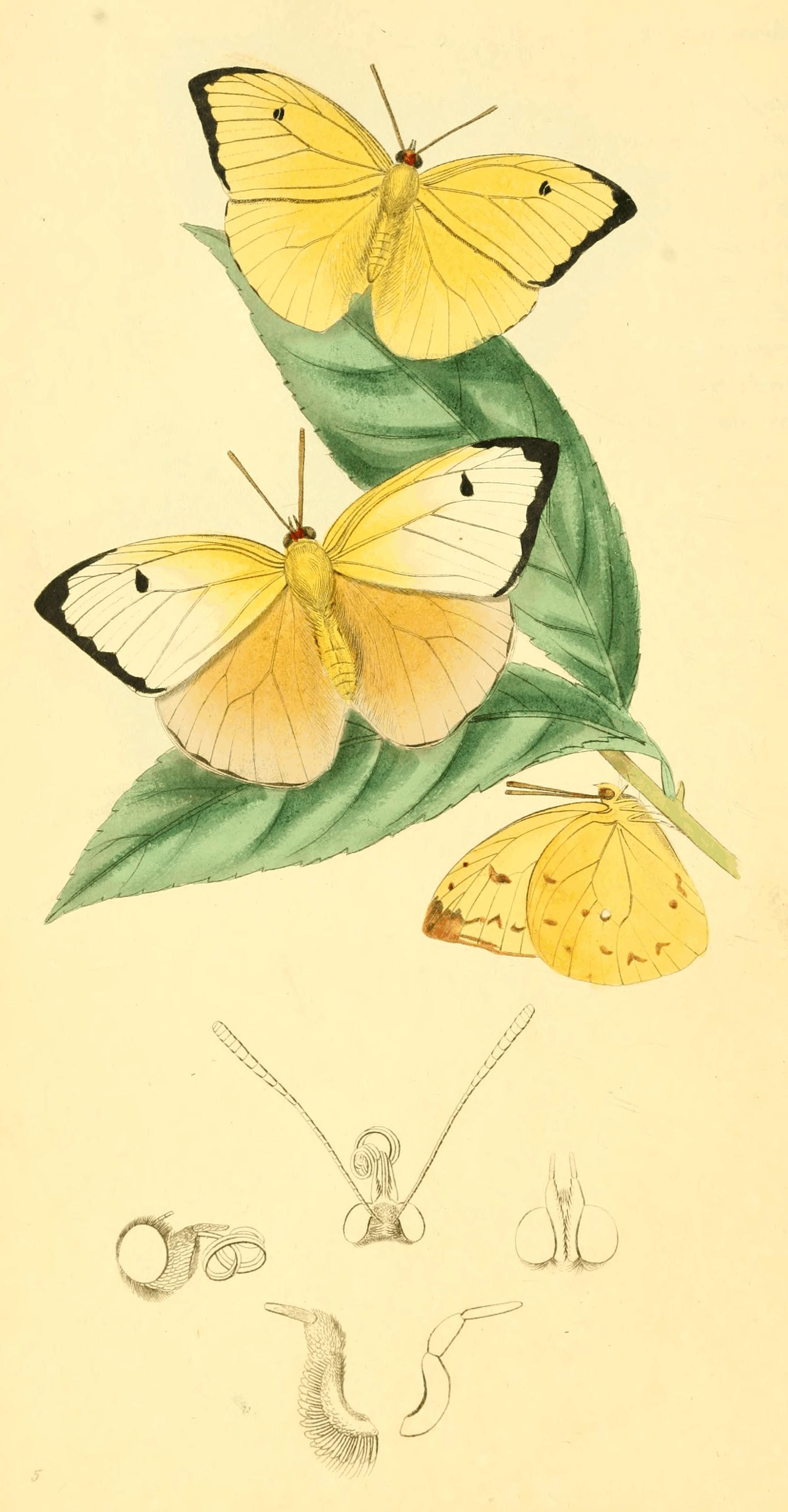
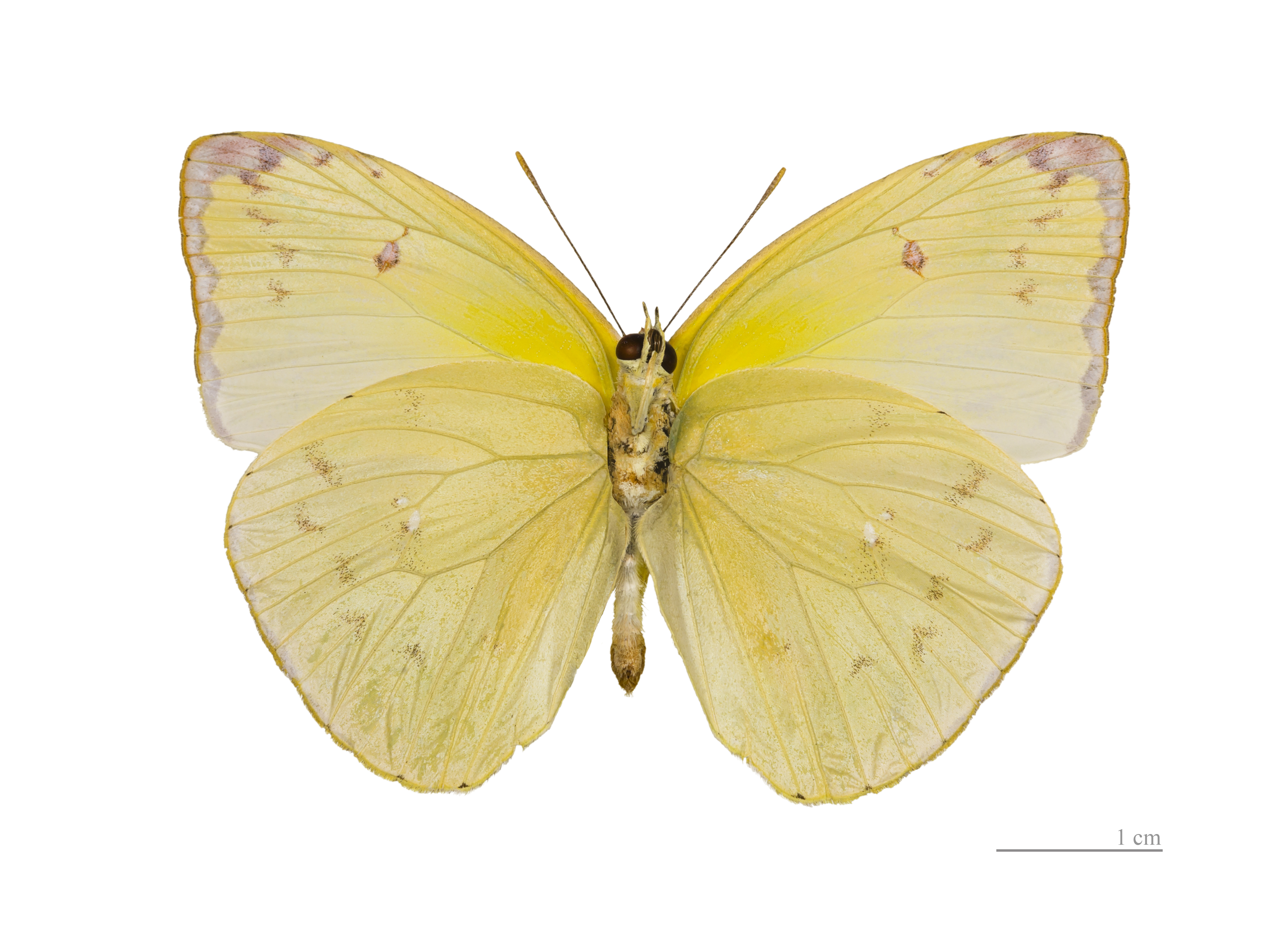
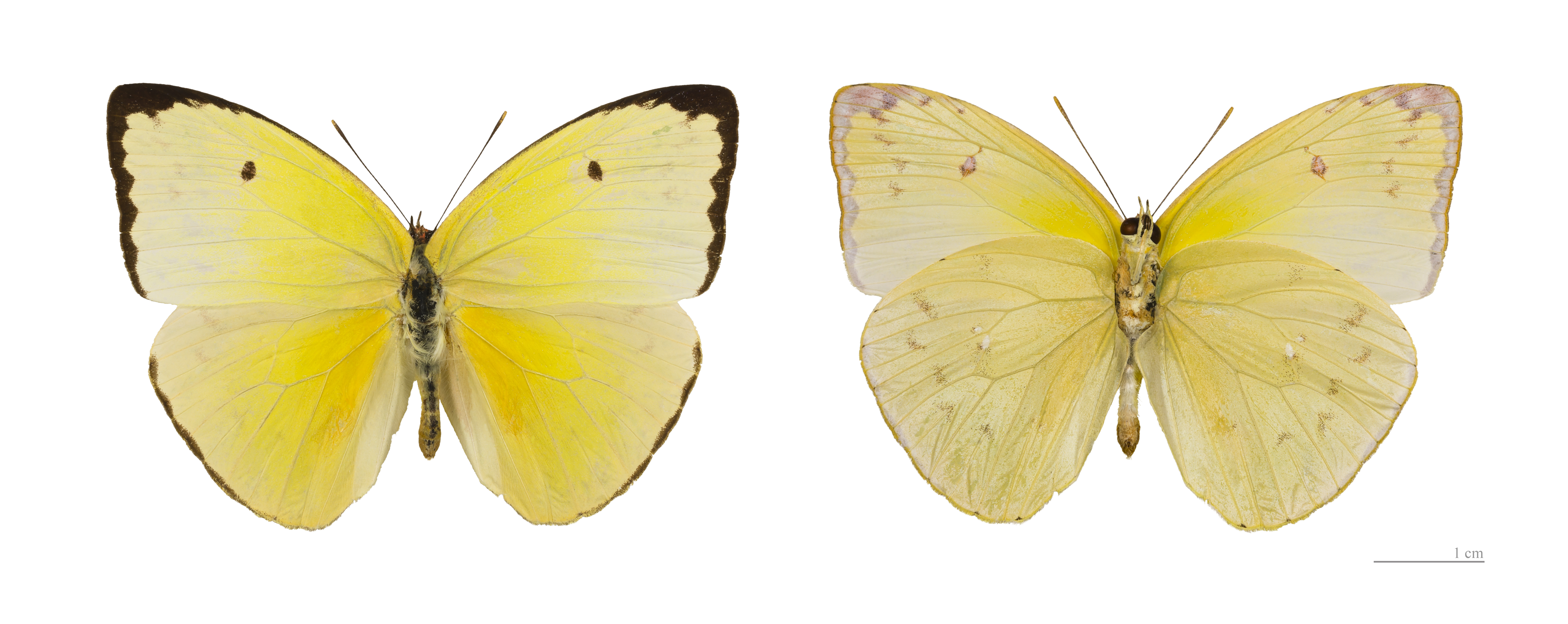
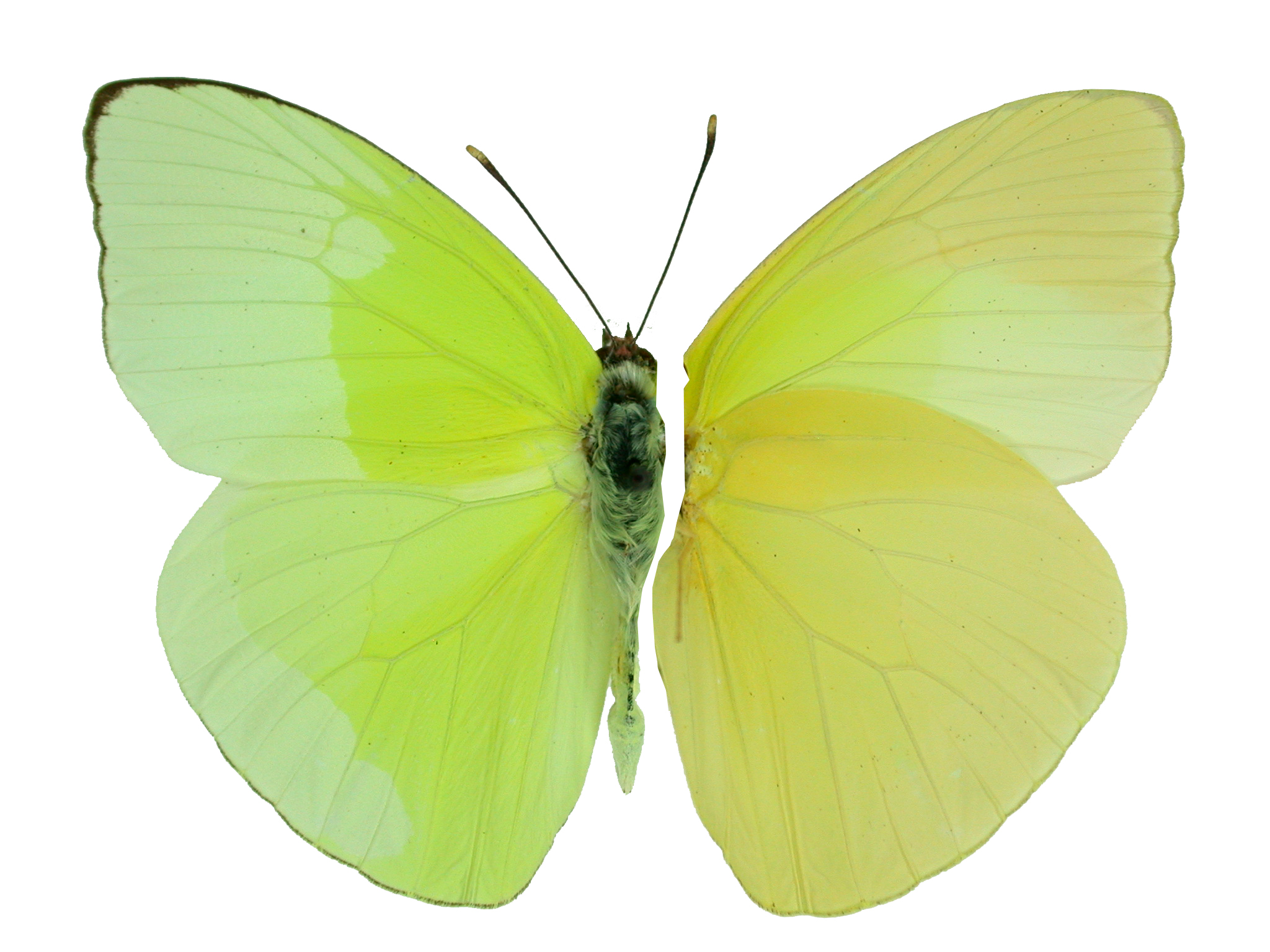